# Andrew Dominik
Andrew Dominik (ur. 19 września 1967 w Wellington) – australijski reżyser i scenarzysta filmowy.

## Życiorys
Urodził się na Nowej Zelandii, jednak od drugiego roku życia mieszka w Australii. W 1988 ukończył szkołę filmową w Melbourne. Jego nazwiskiem są sygnowane cztery pełnometrażowe filmy. W 2000 nakręcił w Australii Choppera, film oparty na życiorysie seryjnego mordercy Marka Brandona Reeda, w którego wcielił się Eric Bana.
Drugi swój film – Zabójstwo Jesse’ego Jamesa przez tchórzliwego Roberta Forda (2007) – zrealizował w Ameryce. Bohaterem ponownie jest znany przestępca, tym razem dziewiętnastowieczny, a film jest utrzymany w konwencji westernu. Jesse’ego Jamesa zagrał Brad Pitt, jego zabójcę Casey Affleck (nominacja do Oscara dla aktora drugoplanowego). Dominik był autorem scenariusza do obu filmów.
Wyreżyserowany przez Andrew Dominika na podstawie powieści Joyce Carol Oates film z 2022 r. o Marilyn Monroe pt. Blondynka, nie jest typowym filmem biograficznym. Został wyprodukowany dla platformy Netflix, a w tytułowej roli wystąpiła Ana de Armas.

## Filmografia

### Reżyser
- Chopper (2000)
- Zabójstwo Jesse’ego Jamesa przez tchórzliwego Roberta Forda (The Assassination of Jesse James by the Coward Robert Ford 2007)
- Zabić, jak to łatwo powiedzieć (Killing Them Softly 2012)
- One More Time With Feeling (dokumentalny, 2016)[4]
- Blondynka (Blonde, 2022)